# ناتالي بيورن
ناتالي بيورن (بالسويدية: Nathalie Björn) هي لاعبة كرة قدم سويدية، ولدت في 4 مايو 1997 في أوبسالا في السويد. لعبت مع Vaksala SK ‏.

## وصلات خارجية
- ناتالي بيورن على موقع الاتحاد الدولي (مؤرشف)  (الإنجليزية)
- ناتالي بيورن على موقع الاتحاد الأوربي (الإنجليزية)
- ناتالي بيورن على موقع اتحاد السويد (السويدية)
- ناتالي بيورن على موقع قاعدة بيانات كرة القدم.إي يو (الإنجليزية)
- ناتالي بيورن على موقع Soccerway.com (الإنجليزية)
- ناتالي بيورن على موقع عالم كرة القدم.نت (الإنجليزية)
- ناتالي بيورن على موقع أوليمبيديا (الإنجليزية)
- ناتالي بيورن على موقع اللجنة الأولمبية السويدية (السويدية)